# Lanová dráha Dámská (Klínovec)
Lanová dráha Dámská je sedačková lanová dráha na území města Loučná pod Klínovcem, je součástí lyžařského areálu na Klínovci. V rámci skiareálu je tato lanová dráha označována písmenem D. Celá dráha se nachází na území části Háj města Loučná pod Klínovcem v okrese Chomutov, pouze menší, západní část budovy horní stanice přesahuje na území města Jáchymova v okrese Karlovy Vary. U horní stanice se nachází pomník nejvyššího bodu Ústeckého kraje.

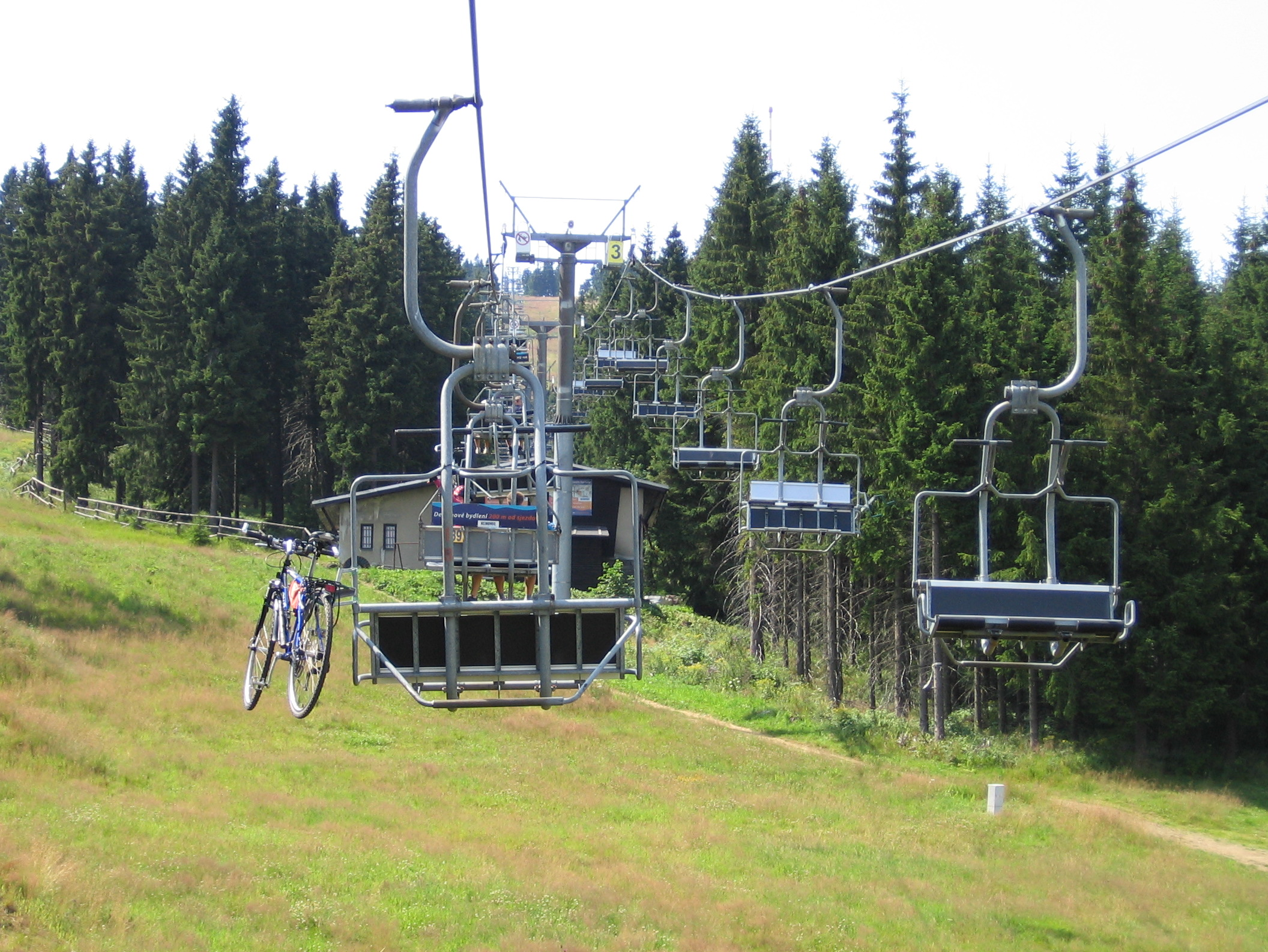
Původní trojsedačková lanovka Graffer, 2009

Původní dráha byla postavena v roce 2005, využita byla již použitá lanovka z Itálie, kde od svého vyrobení ve firmě Graffer sloužila v Marillevě. V klínoveckém skiareálu byla po repasi společností Michálek Chrudim zprovozněna dne 23. prosince 2005 poblíž modré sjezdovky. Celkově se jednalo o druhou lanovku Graffer v Česku a také druhou lanovkou na Klínovci. Šlo o trojsedačkovou dráhu o šikmé délce 1249 m a převýšením 232 m se 17 podpěrami, z toho dvěma tlačnými. Byla v provozu v zimní i letní sezóně.
V roce 2019 byla dráha nahrazena novou lanovkou od výrobce Doppelmayr s odpojitelnými čtyřsedačkami s krycími bublinami.